# Entomologia médica

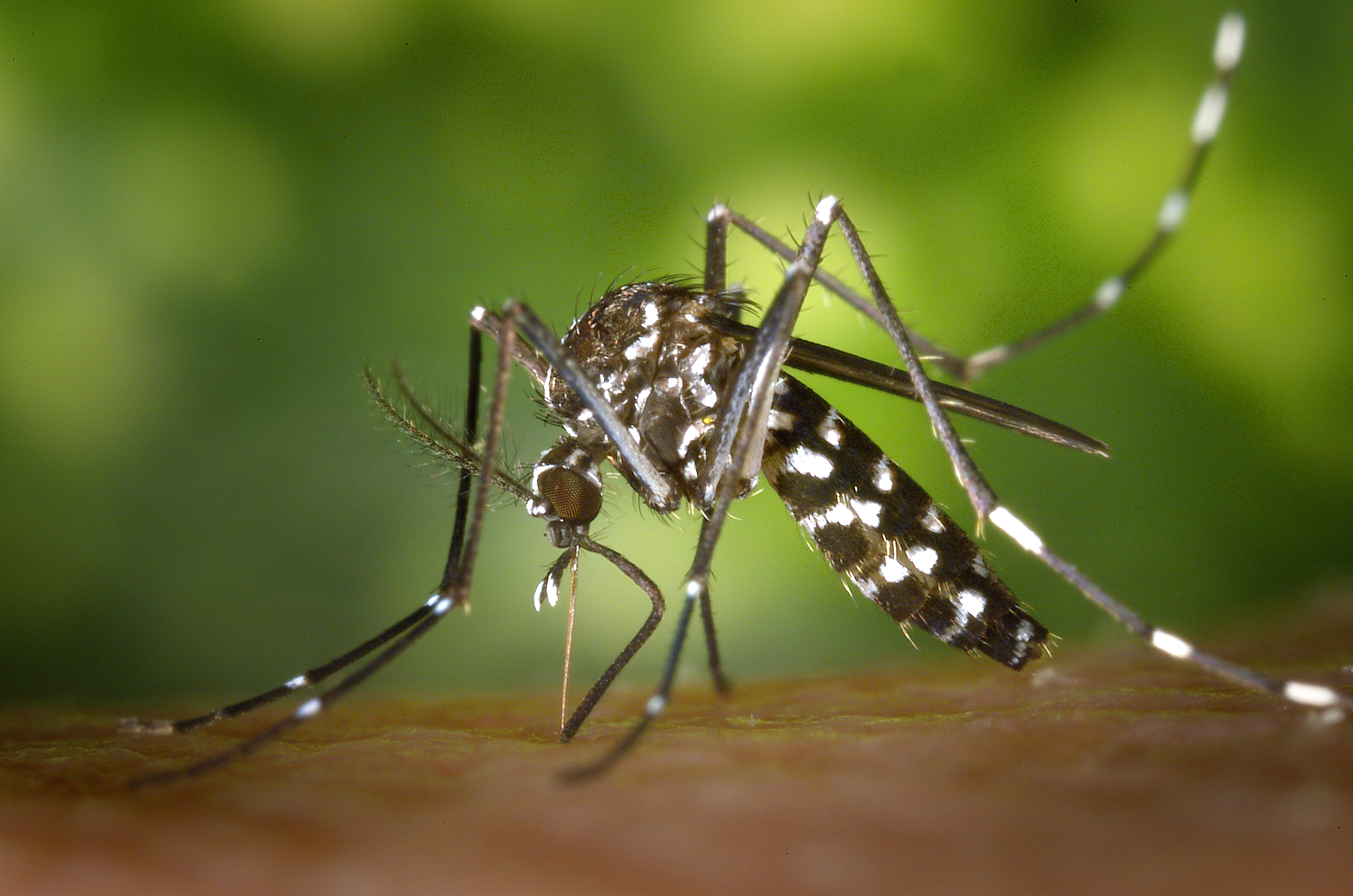
Aedes albopictus

Entomologia clínica ou entomologia médica é a área da biologia que está focada sobre insetos e artrópodes que impactam na saúde humana. Entomologia clínica está incluída nesta categoria, porque muitas doenças animais podem "saltar entre espécies" e se tornar uma ameaça à saúde humana, por exemplo, encefalite bovina. Esta área inclui também a pesquisa científica sobre o comportamento, parasitologia, ecologia e epidemiologia de artrópodes vetores de doenças, e envolve uma grande divulgação para o público; isso inclui o trabalho de agentes sanitários do estado e planejadores de políticas públicas etc.

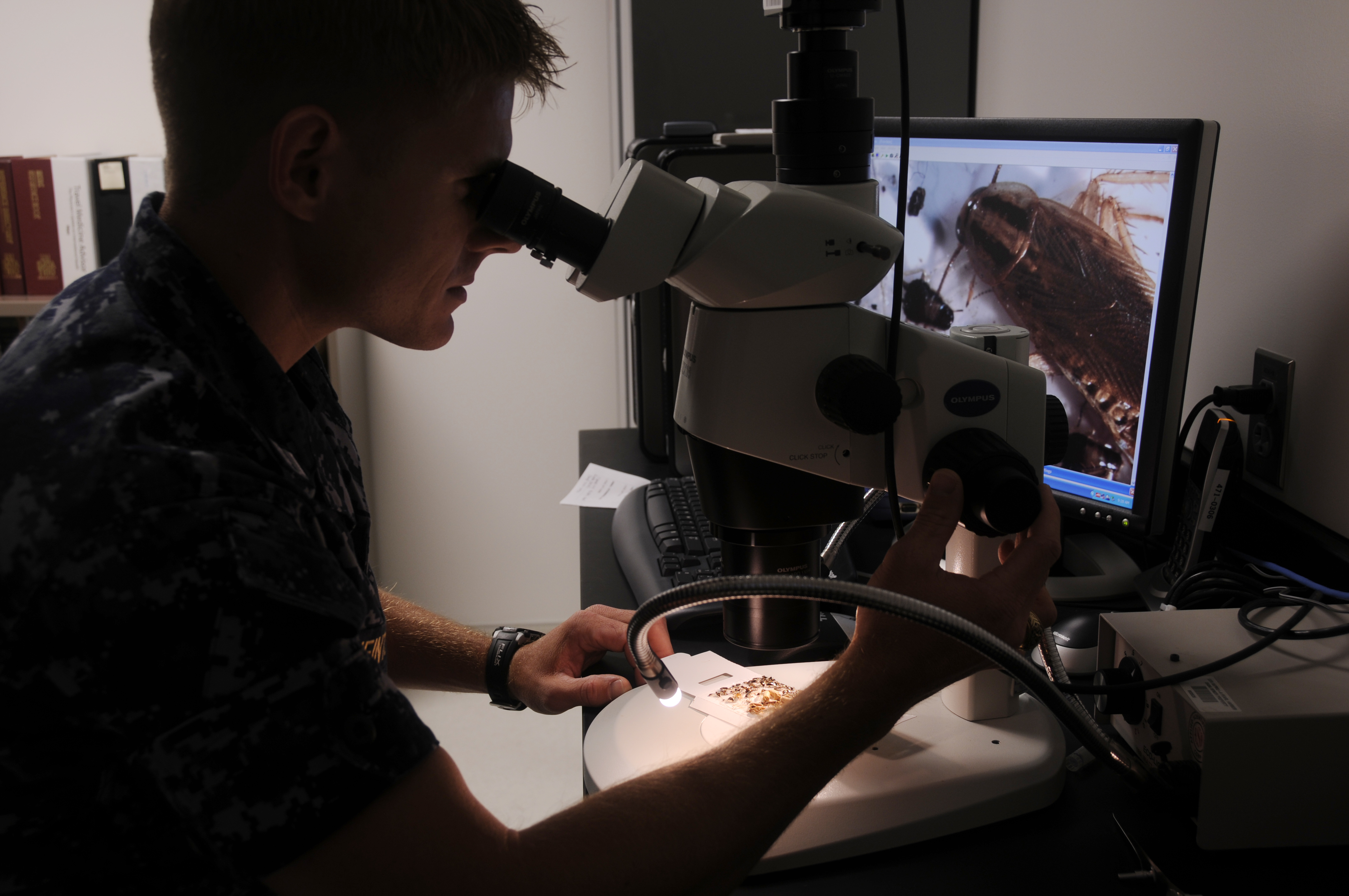
Entomologista identificação de insetos

Entomologistas clínicos são contratados por universidades públicas e privadas, indústrias privadas, federais, estaduais e municipais, agências do governo etc. Historicamente, durante as guerras, mais pessoas morreram devido à doenças transmitidas por inseto do que todas as mortes em batalha e por lesões juntas.
Entomologistas clínicos também são contratados por empresas de produtos químicos - para ajudar a desenvolver novos pesticidas para o controle de populações de insetos.
Entomologia da saúde pública tem visto um grande aumento no interesse desde 2005, devido o ressurgimento dos percevejos, Cimex lectularius.

## Insetos de importância médica
A lista é extensa, e conforme a sociedade invade novas áreas, de florestas virgens, vão surgindo novas espécies nativas que interajam com o homem de maneira negativa para nós.

## Pragas
Algumas pragas de maio de vetor de patógenos: Piolhos, Pulgas, Percevejos, Carrapatos, ácaros da Sarna

## A Mosca doméstica
A mosca é uma espécie muito comum e cosmopolita que transmite doenças ao homem. Tanto a ameba quanto a disenteria são captadas pela mosca a partir de fezes de pessoas infectadas e transferidos para alimentos limpos nos pêlos da mosca ou pelo regurgitar da mosca durante a alimentação. Germes da Febre tifóide podem ser depositados sobre alimentos com as fezes da mosca.  Outras doenças transmitidas pela mosca doméstica são a Salmonella, a tuberculose, o antraz, e algumas formas de oftalmia. Eles carregam mais de 100 agentes patogênicos e transmitem alguns parasitas.

## A Barata
Baratas transportam organismos patogênicos (normalmente gastroentéricos), como eles forragem. Excremento e exoesqueleto de baratas também contêm um número de alérgenos causadores de respostas, tais como, olhos lacrimejantes, erupções cutâneas, congestionamento das fossas nasais e asma.

## Insetos picadores
Os mosquitos, Mordendo Mosquitos, Flebotomíneos, Simuliidae, tabanídeos, mosca-de-estábulo.

## Bicho-de-pé
(para mais, veja o verbete)
Inseto da mesma ordem das pulgas (Siphonaptera), originário da América do Sul, provoca a tungíase.

## Principais doenças originadas de insetos
- Dengue - Vetores: Aedes aegypti (vetor) e Aedes albopictus (menor vetor) 50 milhões de pessoas são infectadas pela dengue anualmente, 25.000 morrem. Ameaça 2,5 bilhões de pessoas em mais de 100 países.
- Malária - Vetores: Anopheles mosquitos - 500 milhões de pessoas gravemente doentes com malária a cada ano, e mais de 1 milhão de mortes.
- Leishmaniose - Vetores: espécies do gênero Lutzomyia no Novo Mundo e Phlebotomus no Velho Mundo. Dois milhões de pessoas infectadas.
- Peste bubônica - Principal vetor: Xenopsylla cheopis. Pelo menos 100 espécies de pulgas podem transmitir a peste. Alta patogenicidade e rápida expansão.
- A doença do sono - Vetor: mosca tsé-Tsé, nem todas as espécies. A doença do sono ameaça milhões de pessoas em 36 países da África sub-Sahariana.
- O tifo - Vetores: ácaros, pulgas e os piolhos de corpo. 16 milhões de casos por ano, resultando em 600.000 mortes anualmente.
- Wuchereria bancrofti - mais comum vetores: a espécie de mosquito: Culex, Anopheles, Mansonia, e Aedes; afeta mais de 120 milhões de pessoas.
- Febre amarela - Principais vectores: Aedes simpsoni, A. africanus, A. aegypti em África, espécies de Haemagogus do gênero na América do Sul, e a espécie Sabethes gênero na França. 200,000 estimado de casos de febre amarela (com 30.000 mortes) por ano.

Menor
- Ross River febre - Vetor: Mosquitos, vetores de A. vigilax, Aedes camptorhynchus, e Culex annulirostris
- Vírus da Floresta Barmah- Vetor: Conhecido vetores de Culex annulirostris, Ocleratus vigilax e O. camptorhynchus e gênero Culicoides marksi
- Kunjin encefalite (mosquitos)
- Murray Valley vírus da encefalite (MVEV) - Principal mosquito vetor: Culex annulirostris.
- A encefalite japonesa - Vários mosquitos vetores, o mais importante é o Culex tritaeniorhynchus.
- Vírus do Nilo ocidental - Vetores: variam de acordo com a área geográfica, nos Estados Unidos Culex pipiens (Leste dos EUA), Culex tarsalis (centro-Oeste e Oeste), e Culex quinquefasciatus (Sudeste), são os principais vetores.
- A doença de Lyme - Vetores: várias espécies do gênero Ixodes
- Alkhurma vírus (KFDV) - Vetor: tick
- Floresta de Kyasanur doença - Vetor: Haemaphysalis spinigera
- Brugia timori filariose - Principal vetor: Anopheles barbirostris
- Babesia - Vetor de Ixodes carrapatos.
- Carrion doença - Vetores: flebotomíneos do gênero Lutzomyia.
- Doença de Chagas - Vetor: besouro assassino da subfamília Triatomíneos. Os principais vetores são espécies dos gêneros Triatoma, Rhodniuse Panstrongylus.
- Chikungunya - Vetores: Aedes mosquitos
- Ewingii erliquiose humano - Vetor: Amblyomma americanum
- Granulocítica ehrlichiosis humana - Vetor: Ixodes scapularis
- Febre do Vale do Rift (no inglês: RVF) - Vetores: pulgas em gêneros Aedes e Culex
- Tifo da coceira - Vetor: Chigger
- Loa-loa filariasis - Vetor: Chrysops sp.